# 吴俊升商业大楼
吴俊升商业大楼，位于中国吉林省洮南市兴隆街，为一个省级文物保护单位，类型为近现代建筑，公布时间为2007年5月31日。该文物保护单位由洮南市文管所管理。
吴俊升商业大楼的历史年代为1926。